# Pays Taï
1640–1954
Entités précédentes :
- Dynastie Ming

Entités suivantes :
- République socialiste du Viêt Nam

Le pays Taï ou Sip Song Chau Tai (litt. « Pays des douze provinces »), situé dans le nord-ouest de l'actuelle république socialiste du Viêt Nam, est composé de diverses ethnies dont l'histoire remonte à plus de 1 500 ans.
Il est officiellement fondé en 1640 en tant que fédération de seigneuries taïs reconnues successivement par les souverains chinois, annamites, puis par la France.
En 1950, le pays Taï passe d’un régime féodal trimillénaire à un gouvernement autonome dit « Fédération taï ».
La création de la république socialiste du Viêt Nam le 21 juillet 1954 sonne la fin de la Fédération taï.

## Situation géographique
Le Pays Taï historique correspond au nord-ouest de l'actuelle République socialiste du Viêt Nam et l'ouest de l'ancien Tonkin.
Il est bordé au nord-est par le Fleuve Rouge, au nord-ouest par la Chine, au sud par le Laos. Il est parcouru par la Rivière Noire.

## Légende et histoire

### Légende
Une légende du XIIIe siècle fait de Ðiện Biên Phủ le berceau du Pays Taï : en effet cette dernière relate qu'il y a bien longtemps, Indra, le roi des dieux, envoya son fils Khun Borom pour être le chef du peuple Tai ; il descendit du ciel près de Ðiện Biên Phủ afin d’apprendre aux hommes à cultiver le riz. Une liane immense reliait alors le Ciel à la Terre. Ses racines plongeaient dans un lac à proximité de Ðiện Biên Phủ. Khun Borom, gêné par cette liane qui lui cachait le soleil, la fit couper et c’est depuis que les relations sont interrompues entre le Ciel et la Terre.
Après 25 ans passés sur terre, Khun Borom divisa le royaume du Pays Tai entre ses sept fils, donnant à son  fils aîné Khun Lo le royaume de Muang Sua et Luang Prabang. Les autres fils eurent les royaumes de Siang Khwang, Ayutthaya, Chiang Mai, Sipsong Pan Na (sud du Yunnan, Chine) , Hamsavati et une zone inconnue, apparemment dans le centre-nord du Vietnam, parfois identifiée comme la province de Nghệ An.

### Histoire

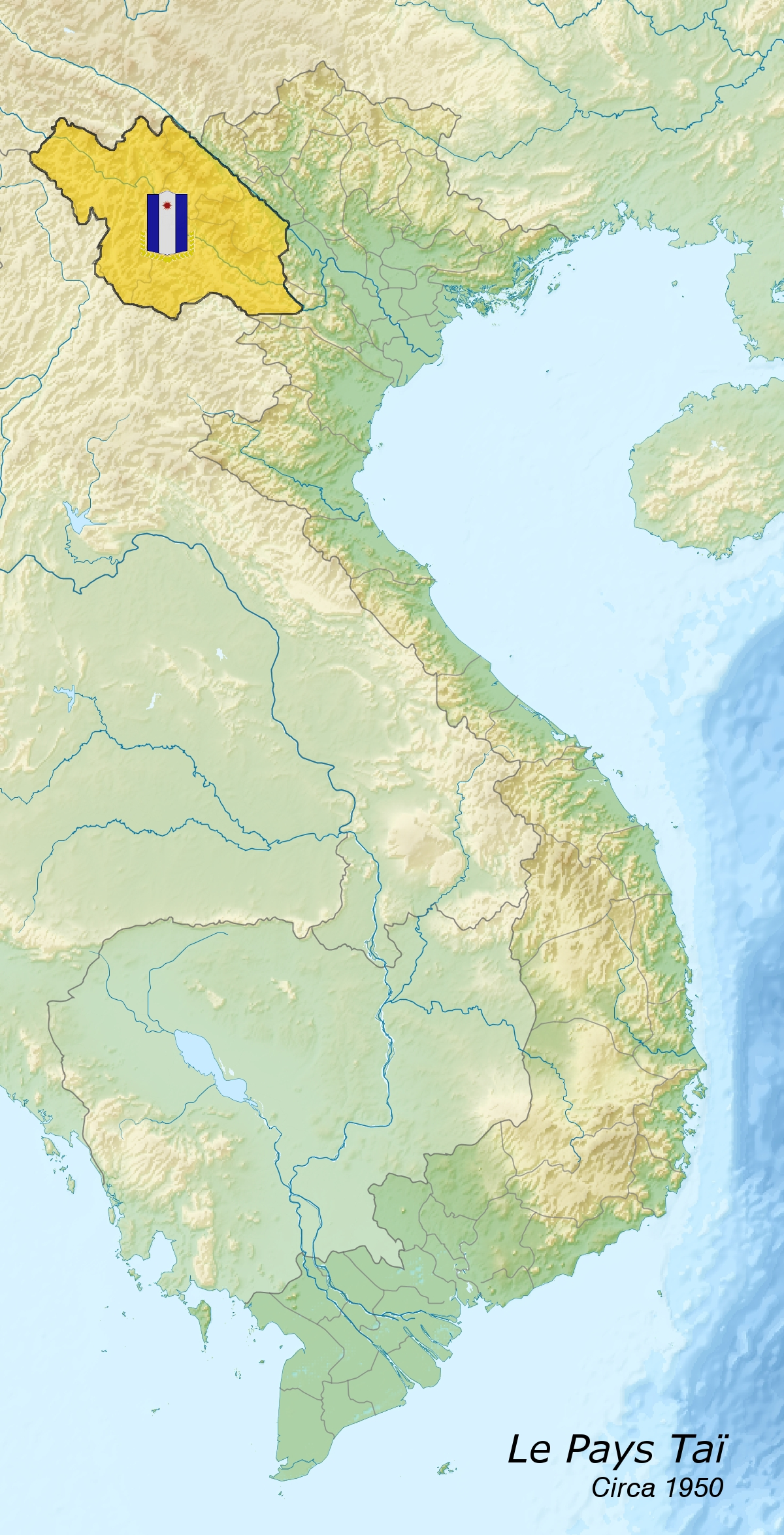
Le territoire du Pays Taï en 1950 ; il a peu évolué depuis le XVIIe siècle

L’histoire du Pays Taï du Viêt Nam s'inscrit dans celle du  peuple Tai qui est beaucoup plus vaste, puisque ce dernier recouvre des ethnies établies du sud de la Chine jusqu'à l'Inde en passant par le Viêt Nam, le Laos, la Thaïlande et la Birmanie.
Le Pays Taï comprend les ethnies suivantes :
- Tai Dam ou « Tai Noirs » ;
- Tai krao ou « Tai Blancs » ;
- Tai Daeng ou « Tai Rouges » ;
- Nung.

Région frontalière et montagneuse, le Pays Taï a toujours balancé au gré des conflits et des alliances avec ses voisins.
La Famille princière Lo (剌), qui dirige les provinces chinoises du Guangdong (廣東) et du Guangxi (廣西) du VIIe siècle au XVIIe siècle est la « fondatrice » du pays Taï « géographique » en rassemblant et stabilisant les différentes ethnies qui le composent. Puisant leurs origines dans la Chine impériale, les princes feudataires de la famille Lo (剌) servent successivement les différents empereurs des :
- Dynastie Tang (705 — 936) ;
- Jin postérieurs (936 – 947) ;
- Han postérieurs (947 – 950) ;
- Zhou postérieurs (950 — 960) ;
- Dynastie Song (960 — 1279) ;
- Dynastie Yuan (1234/1279 — 1368) ;
- Dynastie Ming (1368 — 1644).

Au  XVIIe siècle Lo Camh Khong  (alias Deo Cam Kong), prince feudataire et grand fonctionnaire de la cour impériale est pressenti pour succéder à l’Empereur Ming Chongzhen (明 崇禎). Mais Lo Camh Khong  subodore la fin de la dynastie Ming et demande à l’empereur le droit d’aller conquérir les Sip Song Chau Tai (pays des douze provinces) au nord du Vietnam alors vassaux de la Chine.
Lo Camh Khong  réussit la conquête de ces régions montagneuses et depuis toujours hors de contrôle de l’Empire du Vietnam. Pour le récompenser l’empereur de la dynastie vietnamienne Lê (黎) lui confie la gestion de cette région et entérine la création en 1640 d’une principauté du Pays Taï dirigée par Lo Camh Khong. La Famille Lo (剌) prend alors le nom de Deo (刁) et dirige ensuite les destinées du Pays Taï jusqu'à la création de la République socialiste du Viêt Nam en 1954 :
Les douze provinces (Sip Song Chau Tai) sont tant bien que mal unifiées dans la deuxième moitié du XIXe par Đèo Văn Tri (ces 12 provinces deviendront 16 puis 19 sous le règne de son Fils Deo Van Long) : 

1. Muong Te, 
2. Muong So, 
3. Muong Sat, 
4. Muong Ma, 
5. Muong Lay, 
6. Muong Chien, 
7. Muong Chan, 
8. Muong Than, 
9. Muong Quai, 
10. Muong Thanh, 
11. Muong Muoi, 
12. Muong Lo
Les relations de la France avec le Pays Taï sont très difficiles dès la fin du XIXe siècle : malgré la signature d’un traité à Saigon en 1874 entre l'Empereur d'Annam et la France, ouvrant le fleuve Rouge à la libre circulation des navires français, puis en 1883 du Traité de Hué plaçant l'Annam et le Tonkin sous protectorat français, cette dernière province s'oppose à la présence française avec l'appui notable des Pavillons noirs.
Au terme de la Guerre franco-chinoise et de la reconnaissance définitive du Traité de Hué par la Chine le 9 juin 1885, le Pays Taï passe en théorie sous protectorat français en même temps que l'ensemble du Tonkin. Mais les troupes irrégulières que sont les Pavillons Noirs versent dans le brigandage et restent opposées à la tutelle française. Auguste Pavie, commissaire général au Laos voisin et habile négociateur, réussit en 1890 à convaincre le chef tai blanc Đèo Văn Tri de mettre un  terme aux agissements des Pavillons noirs. En échange, la Famille Deo conserve ses privilèges et ses droits sur les régions de Ðiện Biên Phủ, Laïchau, Phu Yen et Tuan Giao.
En 1950, S.A le seigneur Deo Van Long crée la Fédération Taï, aboutissement « démocratique » de l’ancien pays feudataire Taï, reconnue par le chef du tout nouvel état du Viêt Nam, Bao Dai ex-empereur d'Annam ainsi que la France.
La création de la République socialiste du Viêt Nam le 21 juillet 1954 sonne la fin de la « Fédération Taï ».
Le Pays Taï est actuellement « morcelé » entre plusieurs provinces de la République socialiste du Viêt Nam. De nombreux Taïs ont émigré à travers le monde après 1954. Les communautés taïs les plus importantes étant en France et aux États-Unis (Iowa)

## Princes souverains et seigneurs du pays Taï
- … depuis le VIIe siècle : Famille Lo ( 剌 ) Princes feudataires de l’Empire de Chine
  -   Lo Camh Khong (alias Deo Cam Kong)     grand fonctionnaire de la cour impériale chinoise et préfet de Lim Chau en charge la surveillance des frontières du Guangxi et du Guangdong puis Seigneur du Pays Taï (XVIIe siècle - Chine)
    -   DEO Kim Cat  Seigneur du Pays Taï (XVIIIe siècle - Vietnam)
      - DEO Van Dinh
      - DEO Van Binh
      -   DEO Van An  Seigneur du Pays Taï (XVIIIe siècle - Vietnam)
        -   DEO Van Sanh  Seigneur du Pays Taï (XIXe siècle - Empire d’Annam)
          - DEO Van Phan  (- 1903) 
          - DEO Nang Dum
          -   DEO Van Tri (刁 文)  Seigneur du Pays Taï (1848 - 1908- Empire d’Annam)
            - DEO Van Man
            - DEO Nang Thiep
            - DEO Nang Mon
            - DEO Van Khang
            -  DEO Van Long (刁 文龍)   Seigneur du Pays Taï, Président de la Fédération Taï (1887 – 1975 - Empire d’Annam) 
              -   DEO Nang Toi   Seigneur du Pays Taï (1914 – 2008- Empire d’Annam/France)

## La Capitale et la cour des princes

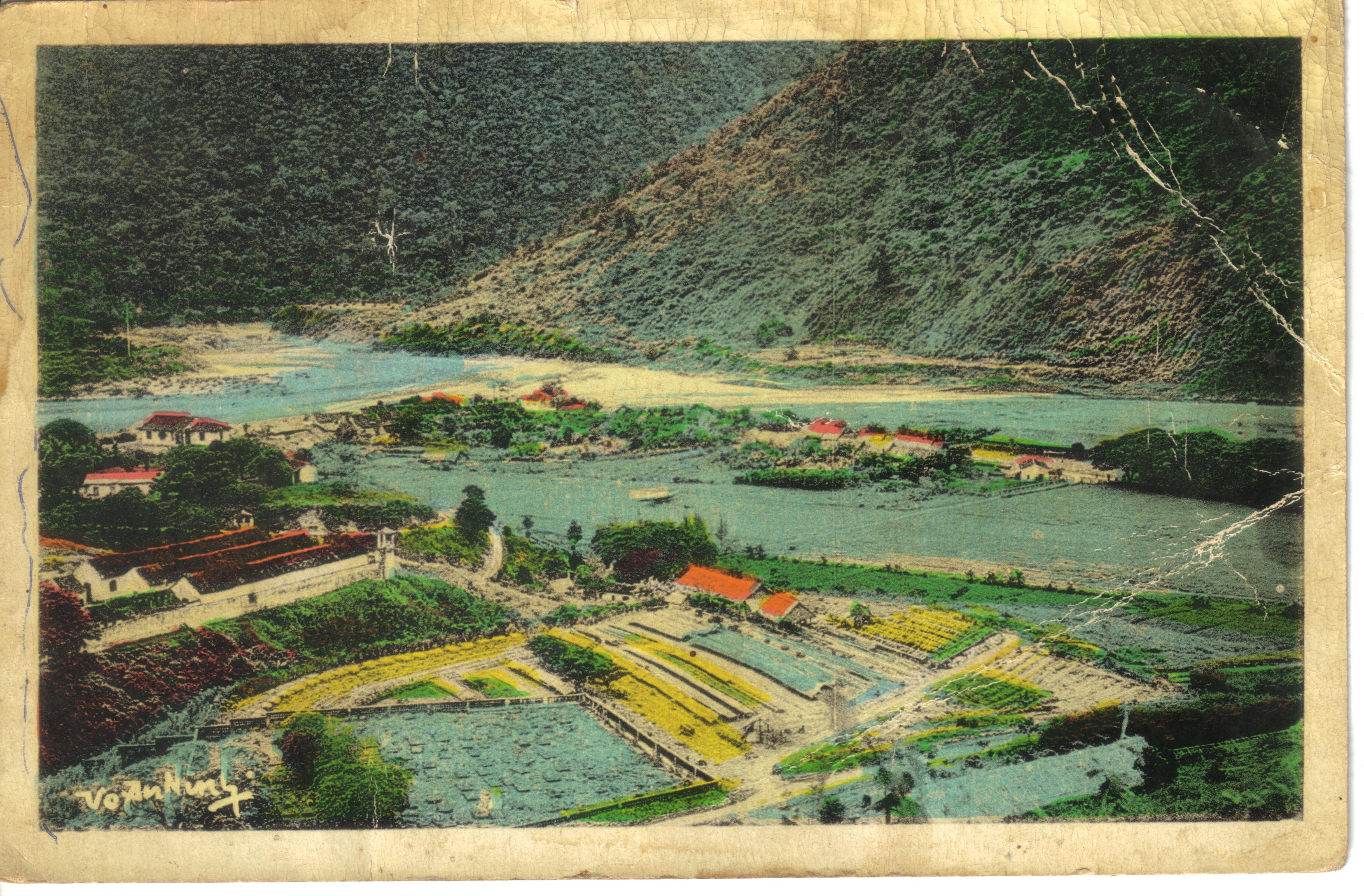
Laï Chau circa 1920

Le Yamen de la dynastie Deo se situa :
- De 1640 à 1908 à Muong Lai.
- De 1908 à 1954 à Lai Chau.

Il n’existe que peu de documents et ceux-ci ne concernent que le Yamen de Lai Chau.
La cour était plus ou moins constituée des représentants des diverses ethnies composant le peuple Taï. En effet, un certain ostracisme entretenu par les princes excluaient certaines d’entre elles. 
Le Yamen comprenait un personnel d’environ 1500 hommes et femmes. À cela s’ajoutait une troupe de danseuses, des musiciens et bien sûr une garde d’environ 200 hommes.
Lai Chau resta la capitale de la Fédération Taï de 1950 à 1954.

## Iconographie
Les Trois derniers Seigneurs du pays Taï

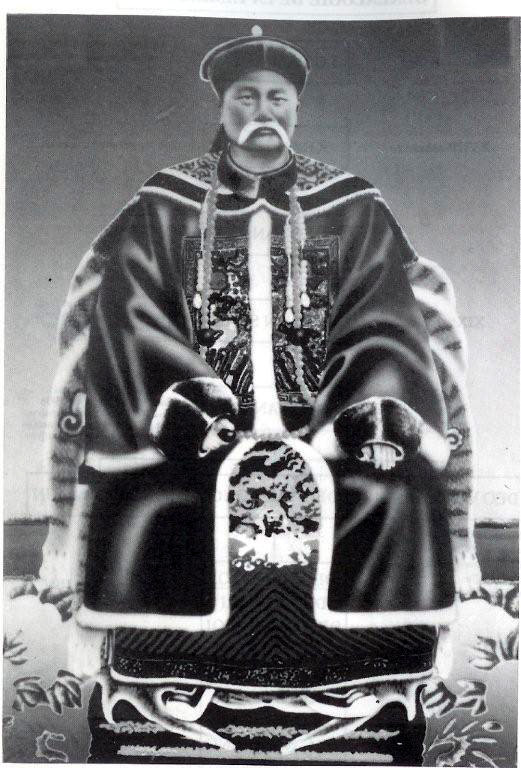
Deo Van Tri en costume de Mandarin Chinois  (Regina :  1849 - 1908)
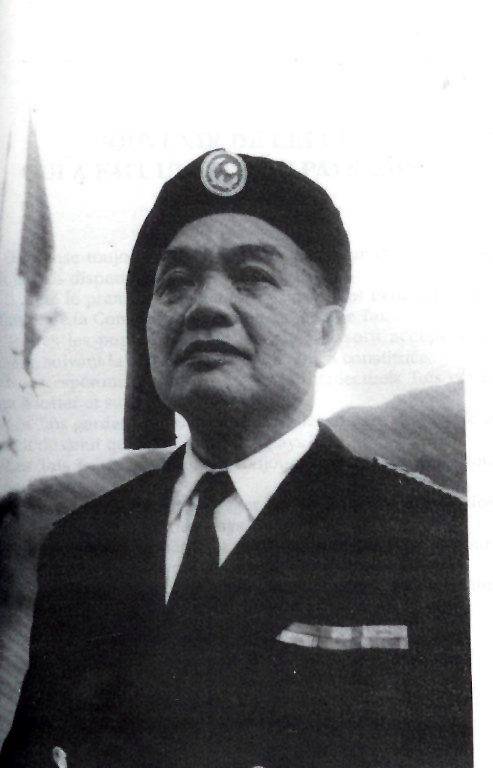
Deo Van Long - Seigneur du Pays Taï (Regina :1908 - 1975) et président de la Fédération Taï (1950-1954)
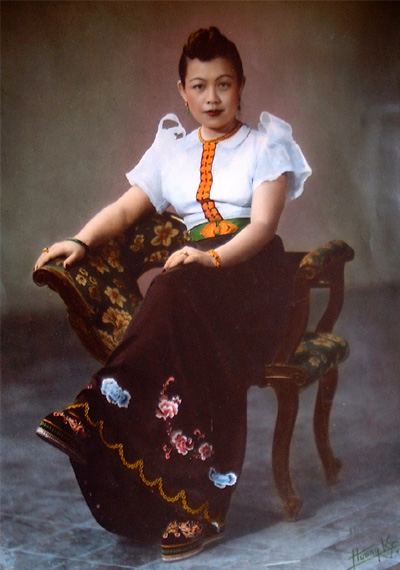
la princesse Deo Nang Toï en 1954 (Regina 1975 - 2008)
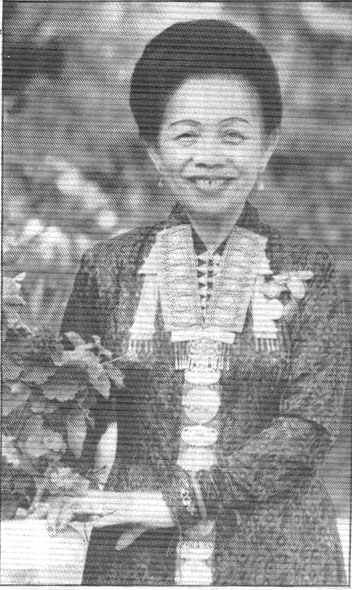
la princesse Deo Nang Toï en 1994

## Le pays Taï aujourd’hui
Le Pays taï n’existe plus aujourd’hui mais la culture taï et les différentes ethnies sont toujours présentes et font à présent partie de la République socialiste du Viêt Nam.